# Davinder Singh
Davinder Singh (Behla, 7 december 1952) is een hockeyer uit India. Zijn geboorteplaats Behla ligt in het district Amritsar in de Indiase deelstaat Punjab. 
Singh nam met de Indiase ploeg deel aan de Champions Trophy 1980 in het Pakistaanse Karachi, India eindigde tijdens dat toernooi als vijfde.
Tijdens de door afzeggingen geteisterde Olympische Spelen 1980 in Moskou won Singh met de Indiase ploeg de gouden medaille. In zes wedstrijden maakte Singh in totaal acht doelpunten.

## Erelijst
- 1980 - 5e Champions Trophy in Karachi
- 1980 –  Olympische Spelen in Moskou